# نهر أدور
أدور، (الباسك: أتوري، الأوكسيتانية: ادور)
هو نهر في جنوب غرب فرنسا. يرتفع في بيجور العالية (بيرينيه)، في بلدة اسبين اوري، ويتدفق إلى المحيط الأطلسي (خليج بسكاي) بالقرب من بايون. يبلغ طوله 308.3 كيلومترًا (191.6 ميلًا)، أعلى كاليفورنيا. يُعرف 11 كيلومترًا (6.8 ميل) باسم ادور دو بايول. في امتداده النهائي، أي في طريقه عبر بايون وعلى مسافة قصيرة من المنبع، يرسم النهر الحدود بين إقليم الباسك الشمالي ومناطق لاندز.

## الأماكن على طول النهر
تشمل المناطق والمدن الواقعة على طول النهر ما يلي:
اوتز بيغيني: بانييه دي بيغرو، تاربز، موبورجيت
جيرز: ريسل
لانديس: آير سور لادور وداكس وتارنوس
بيرينيه أتلانتيك: بايون.

## الروافد
الروافد الرئيسية لنهر العادور هي من النبع إلى الفم:
- ادور دي جريب (أيضا ادور دي تورمالت،15كم)
- أدور دي ليسبون (19 كم)
- ايشيز (64كم)
- اروس (130 كم)
- ليز (56 كم)
- جباس (117 كم)
- ميدوز (151 كم)
- لوتس (86 كم)
- لوي (154 كم)
- جاف دي باو (191 كم)
- بدوز (82 كم)
- أران (48 كم)
- أردانابيا (26 كم)
- نيف (79 كم)

## روابط خارجية
- Commission Européenne—Natura 2000: Cartographie du Barthes de l'Adour—باللغة الفرنسية — maps of the Adour and Adour Basin.
- Natura 2000 Sites d'Intérêt Communautaire par la France: Barthes de l'Adour — باللغة الفرنسية
- Gouv.fr: Natura 2000 en France—باللغة الفرنسية — website homepage.
- European Commission: official Natura 2000 Network website— — "the centrepiece of EU nature & biodiversity policy."